# NGC 265

NGC 265

NGC 265 في علم الفلك هو تجمع نجمي مفتوح يوجد في سحابة ماجلان الصغرى. يرى في اتجاه كوكبة الطوقان.
يبعد عن الأرض نحو 200.000 سنة ضوئية، ويبلغ قطره نحو 65 سنة ضوئية.
إكتشفه عالم الفلك البريطاني جون هيرشل في يوم 11 أبريل 1834.

## وصلات خارجية
- ESA Hubble space telescope site: Hubble picture in information on NGC 265
- HubbleSite NewsCenter: Information on NGC 265 and the Hubble picture

## اقرأ أيضا
- الطوقان (كوكبة)
- تجمع نجمي مفتوح
- نجوم زرقاء شاردة
- إن جي سي 290
- إن جي سي 47
- سديم الدجاجة الجارية